# Гьомеч (ільче)
Гьомеч (тур. Gömeç) — ільче (округ) у складі ілу Баликесір на заході Туреччини. Адміністративний центр — місто Гьомеч.
Ільче утворений 1991 року шляхом відокремлення від ільче Бурханіє.

## Склад
До складу ільче (округу) входить 1 буджак (район) та 11 населених пунктів (2 міста та 9 сіл):

### Населені пункти
| №  | Населений пункт | Населення, осіб (2010) |
| -- | --------------- | ---------------------- |
| 1  | Гьомеч          | 4 988                  |
| 2  | Караагач        | 2 246                  |
| 3  | Улубейлер       | 1 399                  |
| 4  | Хаджихюсеїнлер  | 1 152                  |
| 5  | Хаджиосман      | 519                    |
| 6  | Хаджиоглу       | 432                    |
| 7  | Керемкьой       | 305                    |
| 8  | Куюалан         | 233                    |
| 9  | Дурсунлу        | 182                    |
| 10 | Кумгедік        | 180                    |
| 11 | Кобашлар        | 171                    |